# Quero ser tua
«Quero ser tua» (в переводе с порт.  — Хочу быть твоей) — песня в исполнении португальской певицы Сузаны Герра, с которой она представила Португалию на конкурсе песни «Евровидение-2014».
Песня была выбрана 15 марта 2014 года на национальном отборе Португалии на «Евровидение», что позволило Сузане представить свою страну на международном конкурсе песни «Евровидение-2014», который прошёл в Копенгагене, Дания.

## Список композиций
| №  | Название        | Длительность |
| -- | --------------- | ------------ |
| 1. | «Quero ser tua» | 3:01         |